# Église de Degerby
L'église de Degerby  (en suédois : Degerby kyrka) est une église en pierre située dans le village de Degerby de la commune d'Ingå en Finlande.

## Historique
L'église est construite en 1932, sa tour est de Style Empire (architecture néo-classique).
Après la Seconde Guerre mondiale l'église appartient à la zone de Porkkala louée à l'URSS jusqu'en 1956. L'église avait tenu mais les réparations avaient couté 10 millions de mark finlandais. 
L'orgue mécanique à 9 jeux de la fabrique Walker date de 1965.
Le retable, peint par Gustaf Gran en 1728, vient de l'ancienne église.
Degerby a eu une chapelle depuis 1864 et devient une paroisse autonome en 1923.
À la fin de la location de Porkkala, la paroisse de Degerby est rattachée en 1950 à la paroisse d'Ingå.